# 沈朝聘
沈朝聘（？—？），號省軒，中國清朝官員，本籍中國遼東鐵嶺。筆帖式出身的沈朝聘曾擔任過晉江縣令，報遷四川茂州知州，後因適逢清朝於臺灣設府縣，需要能員，遂於康熙廿三年（1684年）調補為臺灣府臺灣縣首任知縣。任臺灣縣知縣期間廉政愛民，後因丁憂而去職，此後官至大中丞。

## 著作
- 《郊行集》一卷，內容多寫民間疾苦[1]。
- 《東吟倡和詩》一卷，乃與臺灣府知府季麒光合撰，為與東吟社諸文士相唱和之作；沈光文為之作序[1]。